# (4791) Ifidamante
(4791) Ifidamante es un asteroide perteneciente a los asteroides troyanos de Júpiter descubierto por Carolyn Jean S. Shoemaker el 14 de agosto de 1988 desde el observatorio del Monte Palomar, Estados Unidos.

## Designación y nombre
Ifidamante se designó inicialmente como 1988 PB1.
Más adelante, en 1991, recibió su nombre de Ifidamante, un personaje de la mitología griega.

## Características orbitales
Ifidamante orbita a una distancia media del Sol de 5,164 ua, pudiendo acercarse hasta 4,921 ua y alejarse hasta 5,408 ua. Su inclinación orbital es 25,96 grados y la excentricidad 0,04715. Emplea 4286 días en completar una órbita alrededor del Sol.

## Características físicas
La magnitud absoluta de Ifidamante es 10. Tiene un periodo de rotación de 9,727 horas y un diámetro de 57,85 km. Se estima su albedo en 0,0579.